# Ригоризъм
Ригоризъм (на френски: rigorisme от на латински: rigor – твърдост, строгост) е термин, означаващ строгост в спазването на какъвто и да е принцип (норма) в поведението и мислите. Ригоризмът изключва компромисите и не отчита други принципи, различни от изходния.
Обикновено под ригоризъм се разбира нравствен (морален, моралистически, етически) ригоризъм – ригоризъм в спазването на нравствени норми. Често думата се използва в отрицателен смисъл, за обозначаване на прекомерна строгост в спазването на правилата на нравствеността.
Позиция, която изцяло отхвърля сетивните удоволствия, като принадлежащи на света на злото и възпрепетстващи пътя към истинското щастие.
Създател на понятието ригоризъм е Имануил Кант.